# 9-es villamos (Szczecin)
A szczecini 9-es jelzésű villamos a Głębokie – Plac Gałczyńskiego – Potulicka útvonalon közlekedik. A 8,9 km hosszú vonalon 1953-ban indult meg a közlekedés. A vonalat a Tramwaje Szczecińskie közlekedteti a Zarząd Dróg i Transportu Miejskiego megrendelésére.

## Útvonala
| Potulicka felé | Głębokie felé |
| --- | --- |
| Głębokie – Wojska Polskiego – Wawrzyniaka – Bohaterów Warszawy – Krzywoustego – Plac Zwycięstwa – Niepodległości – 3 Maja – Narutowicza – Potulicka – Potulicka | Potulicka – Potulicka – Narutowicza – 3 Maja – Niepodległości – Plac Zwycięstwa – Krzywoustego – Bohaterów Warszawy – Wawrzyniaka – Wojska Polskiego – Głębokie |

## Megállóhelyek és átszállási lehetőségek
| 9 (Głębokie – Potulicka) |                            |                        |
| Megállóhely              | Település                  | Átszállási kapcsolatok |
| Głębokie                 | Głębokie-Pilchowo          | Villamos               |
| Kasyno                   | Głębokie-Pilchowo          | Villamos               |
| Goplana                  | Głębokie-Pilchowo          | Villamos               |
| Tor kolarski             | Zawadzkiego-Klonowica      | Villamos               |
| Rondo Olszewskiego       | Zawadzkiego-Klonowica      | Villamos               |
| Zajezdnia Pogodno        | Pogodno                    | Villamos               |
| Unii Lubelskiej          | Pogodno                    | Villamos               |
| Skłodowskiej             | Pogodno                    | Villamos               |
| Bogumiły                 | Łękno                      | Villamos               |
| Plac Gałczyńskiego       | Łękno                      |                        |
| Wawrzyniaka              | Turzyn                     | ,                      |
| Bohaterów Warszawy       | Turzyn                     | ,                      |
| Turzyn                   | Turzyn                     | ,                      |
| Plac Kościuszki          | Turzyn, Śródmieście-Zachód | ,                      |
| Brama Portowa            | Centrum                    | ,                      |
| Plac Zawiszy             | Nowe Miasto                | Villamos               |
| Sowińskiego              | Nowe Miasto                | Villamos               |
| Potulicka                | Nowe Miasto                | Villamos               |

## Járművek
A viszonylaton alacsony padlós Moderus Beta, valamint magas padlós Tatra KT4 villamosok közlekednek.
| Kép | Típus               | Gyártó     | Gyártásban  |
| --- | ------------------- | ---------- | ----------- |
|     | Tatra KT4DtM        | ČKD        | 1974 – 1997 |
|     | Moderus Beta MF15AC | Modertrans | 2014-ben    |